# Хор, Сэмюэль
Сэмюэль Джон Гурни Хор, виконт Темплвуд (иногда пишется Самюэль Хоар) (англ. Samuel John Gurney Hoare, 1st Viscount Templewood, 24 февраля 1880 — 7 мая 1959) — английский разведчик, консервативный британский политик, государственный деятель 1920-х и 1930-х годов.

## Биография
Старший сын сэра Сэмюэля Хора, 1-го баронета. Учился в лондонской элитарной школе Хэрроу и Новом колледже Оксфордского университета. После окончания Университета в 1903 году отец организовал его назначение на должность помощника личного секретаря Министра по делам колоний Альфреда Литтелтона. В 1907 году был избран в Совет Лондонского графства. В 1910 избран в Палату общин. Титул баронета, 2-й баронет, наследовал в 1915 году. Во время Первой мировой работал на должности, связанной с организацией призыва, одновременно занимался изучением русского языка.

### Служба в SIS
В 1916 году получил назначение в штат британской разведывательной миссии при Генштабе Императорской армии в Петрограде. Совершил поездку в Россию в марте-июне 1916 с целью оценки работы британской разведки там по заданию Директората военной разведки военного министерства. В том же году последовало присвоение Хору звания подполковника (англ. lieutenant-colonel), а 16 июня 1916 года он получил назначение от директора SIS Мэнсфилда Камминга (англ. Mansfield Cumming) на должность главы резидентуры британской SIS в Петрограде. На этом посту он сменил майора Торнхилла. В подчинении Хора находился британский разведчик Освальд Райнер (англ. Oswald Rayner) (1888—1961), которого ряд современных исследователей британских спецслужб называют организатором и прямым участником убийства Григория Распутина. Райнер, благодаря своим личным близким отношениям с князем Юсуповым, служил связующим звеном резидентуры SIS в Петрограде с высокопоставленными заговорщиками, намеревавшимися убить Распутина.
Помимо Освальда Райнера в состав резидентуры SIS входили: Кадберт Торнхилл, Джон Скейл, Стивен Эллей. После поспешного отъезда Хора из России в феврале 1917 года обязанности главы резидентуры исполнял его заместитель, майор Стивен Эллей (англ. Stephen Alley).
За службу в годы войны награждён британским орденом Святого Михаила и Святого Георгия в степени Рыцарь-Командор.
После командировки в Россию Хор получил повышение и вплоть до окончания войны в 1918 году, возглавлял резидентуру MI5 в Риме. Под его началом работали 100 офицеров разведки. Его основной задачей являлось оказание влияния на итальянское правительство с целью продолжения участия Италии в войне. По данным рассекреченных в 2009 году архивов, британская разведывательная служба SIS (MI5) наладила контакты с Муссолини, тогда 34-летним журналистом, редактором газеты правого направления «Il Popolo d'Italia», и с осени 1917 года оказывала ему еженедельную финансовую поддержку в размере 100 фунт. стерлингов (эквивалент 6 тыс. фунт. стерлингов в неделю по текущему курсу) в обмен на обязательство следования линии на участие в войне. Распоряжение о начале финансирования Муссолини было отдано Хором после личной встречи и беседы с объектом оперативной разработки.

### На государственных постах
В 1922—1929 годах был министром ВВС Великобритании в правительстве консерваторов, на этом посту внес вклад в создание британских ВВС. В 1931—1935 занимал пост государственного секретаря по Индии. В эти годы перед Хором стояла огромная по сложности задача разработки и защиты в публичных дебатах новой индийской Конституции. Является архитектором индийской Конституции. К концу срока, как было подсчитано, Хор дал ответы на 15 тыс. парламентских запросов, составил 600 речей для выступлений, проработал 25 тыс. страниц отчетов.
С 1935 — министр иностранных дел. После начала Итало-Эфиопской войны совместно с французским министром иностранных дел Лавалем разработал проект соглашения Хора-Лаваля о разделе территории Эфиопии между Италией и Эфиопией. Данное соглашение явилось началом политики «умиротворения», проводимой правительством Болдуина и позже Невилла Чемберлена, и объективно работало на осуществление гегемонистских планов Муссолини по превращению Эфиопии в колонию Италии. В результате поднявшейся волны осуждения по всему миру, правительство Великобритании было вынуждено дистанцироваться от этого плана, что привело к отставке Хора 18 декабря 1935 года.
Вернулся в правительство в июне 1936 года. В 1936—1937 — первый лорд Адмиралтейства. В 1937—1939 — министр внутренних дел в правительстве Чемберлена. В 1939—1940 — лорд-хранитель печати. В качестве ключевой фигуры внутреннего министерского круга (англ. inner council) при Чемберлене, в среде которого созрел замысел Мюнхенского пакта, Хор оставался его последовательным защитником и зарекомендовал себя в качестве «умиротворителя» Германии, что окончательно подорвало его репутацию. После начала Второй мировой войны и вступления Черчилля в должность премьер-министра в 1940 году, парламентская деятельность Хора подошла к завершению. В 1941—1944 годах — посол в Испании.
Был произведен в пэры, получив титул виконта Темплвуда. Умер в своем доме в Лондоне 7 мая 1959 году от сердечного приступа.

## Избранные сочинения
- The fourth seal: the end of a Russian chapter. (англ.). W. Heinemann Ltd. 1930, 377 pp.. Дата обращения: 3 января 2013. Архивировано 5 января 2013 года.
- Ambassador on special mission. London: Collins, 1946, 320 pp.
- The unbroken thread. Knopf, 1950, 320 pp.
- The Shadow of the Gallows. Victor Gollancz, 1951, 159 pp.
- Nine troubled years. London: Collins, 1954, 448 pp.
- Empire of the air: the advent of the air age, 1922—1929. London: Collins, 1957, 319 pp.